# Austrian Open
Der offizielle Name des Turniers lautet seit 2018 Shot Clock Masters. Das mehrtägige Golfturnier der PGA European Tour findet jährlich seit 2010 im Diamond Country Club in Atzenbrugg statt.

## Geschichte
Schon ab 1990 wurden die Austrian Open im Rahmen der European Tour bis 1996 unter verschiedenen Namen ausgetragen. Von 1997 bis 2005 wurde das Turnier dann nur mehr als zweitrangiges Event der Challenge Tour veranstaltet, natürlich mit stark reduziertem Preisgeld.
Ab der Saison 2006 erfolgte die Rückkehr zur "großen" Tour und eine deutliche Erhöhung des Preisgeldes auf 1,3 Mio. €. Das liegt im unteren Mittelfeld der Preisausstattung für ein European-Tour-Ereignis. Als Ambassador der Veranstaltung in den Jahren 2006 und 2007 fungierte der Schotte Colin Montgomerie, achtfacher Gewinner der European Tour Order of Merit.
Anzumerken ist, dass schon in den Jahren 1992 bis 1994 vom ehemaligen Sponsor die Bank Austria Open im Rahmen der Challenge Tour veranstaltet worden sind (siehe Siegerliste). Wegen des Titelsponsorings durch die Firma Lyoness wurde der Name ab 2012 in Lyoness Open geändert.

## Austragungsorte
Das Turnier wurde von 2006 bis 2009 im Fontana GC in Oberwaltersdorf ausgetragen. Von 2010 an fand es im Diamond Country Club in Atzenbrugg, westlich von Wien statt.

## Turnier 2006

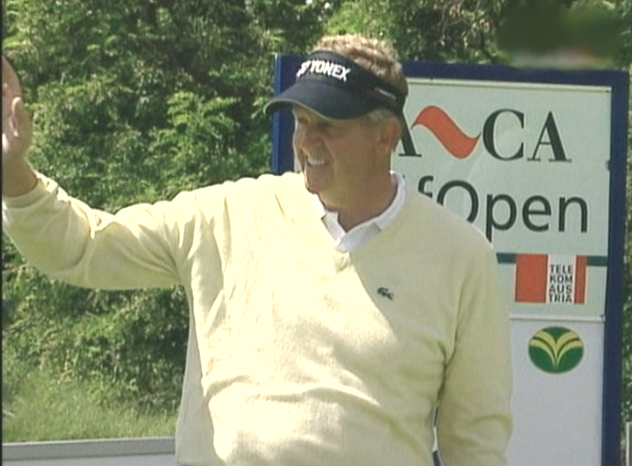
Colin Montgomerie bei der Austrian Open 2006

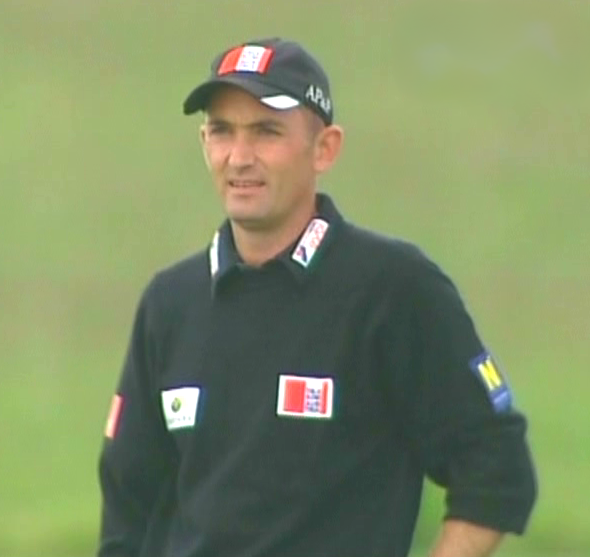
Der Österreicher Markus Brier beim Austrian Open 2006

Der Auftakt klappte perfekt, mit einem Heimsieg durch den österreichischen Paradegolfer Markus Brier und einem durchaus repräsentativen Starterfeld. Neben Colin Montgomerie waren noch die Ryder Cup Spieler Thomas Björn, Miguel Angel Jiménez und Paul McGinley sowie weitere arrivierte Teilnehmer am Abschlag und von der Golfanlage beeindruckt.

## Turnier 2007
Schon nach zwei Runden schieden die Weltklassegolfer Colin Montgomerie und Darren Clarke, sowie der Titelverteidiger Markus Brier aus. Nach spannendem Verlauf setzte sich der Australier Richard Green im Stechen – am ersten Extraloch – gegen den zweifachen Open de France Gewinner Jean-François Remésy durch und beendete damit seine zehnjährige sieglose Zeit auf der European Tour.

## Turnier 2008

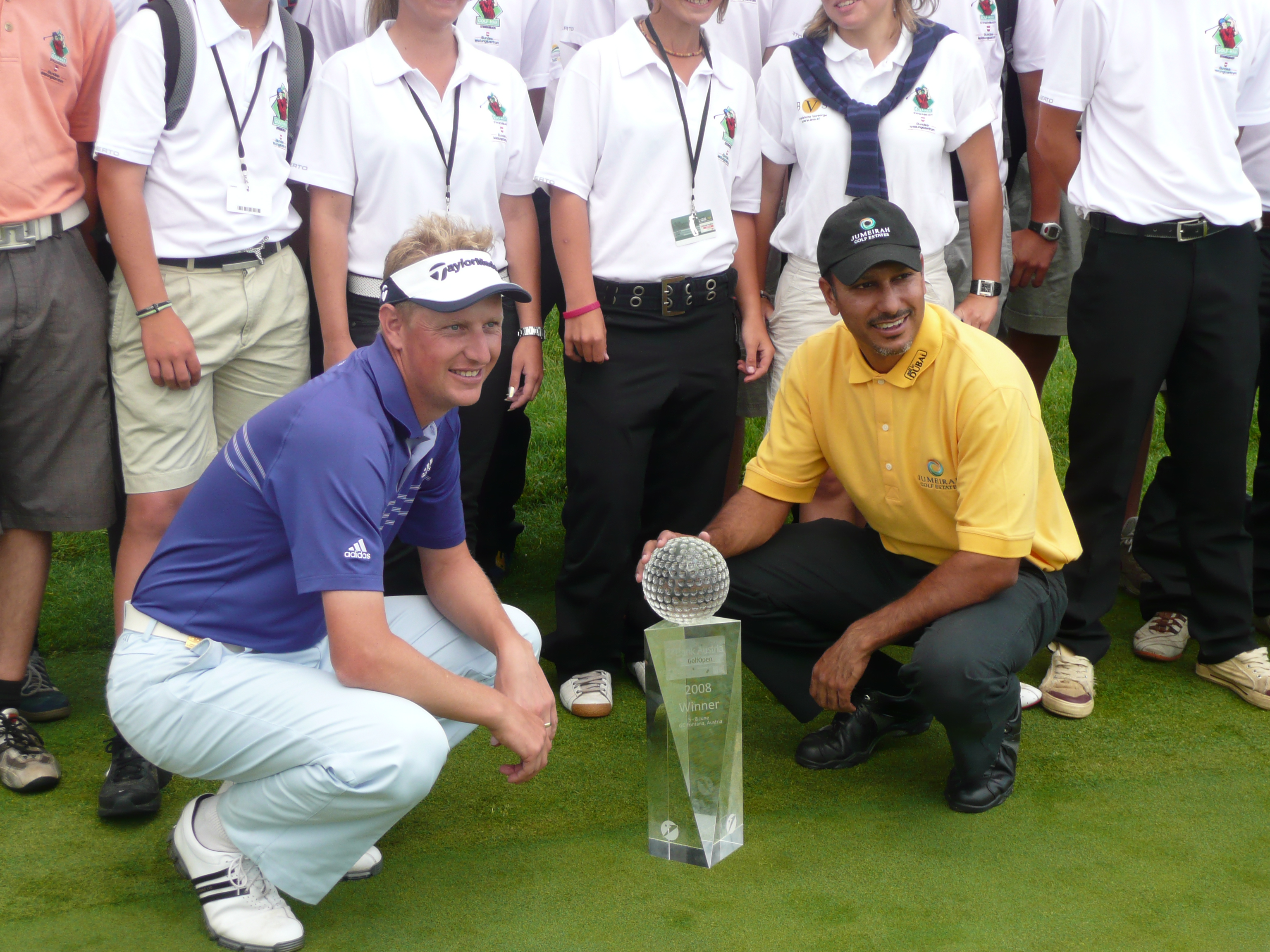
2008 gewann der Inder Jeev Milkha Singh (rechts im gelben Hemd)

Die Veranstaltung musste witterungsbedingt auf drei Runden verkürzt werden und wurde von Beginn weg vom Inder Jeev Milkha Singh dominiert. Titelverteidiger Richard Green scheiterte ebenso am Cut wie der Ryder Cup Spieler David Howell und der ehemalige US Open Sieger Michael Campbell. Als bester Einheimischer landete Markus Brier auf dem geteilten 25. Platz.

## Turnier 2009
Nachdem der Engländer Benn Barham die ersten drei Runden angeführt hatte, wurde er am Schlusstag vom Spanier Cabrera-Bello mit einer 60er Runde (11 unter par) noch um einen Schlag abgefangen. Diese Runde bedeutet zugleich Platzrekord und es ist auch geteilt mit zwölf anderen Spielern die niedrigste Runde, die je auf der European Tour gespielt wurde. Bester Österreicher war wieder Markus Brier, der den geteilten 17. Platz erreichte. Der zweifache Masters-Sieger José María Olazábal verpasste den Cut um zwei Schläge. Eine Talentprobe lieferte der erst 14-jährige österreichische Amateur Robin Goger ab, der das gleiche Ergebnis wie Olazábal erzielte.

## Turnier 2010
Am neuen Austragungsort, dem Diamond Country Club in Atzenbrugg gewann der Spanier José Manuel Lara nach Stechen gegen den Engländer David Lynn. Bei deutlich reduziertem Preisgeld von € 750.000 belief sich sein Siegerscheck auf € 125.000.
Der 15-jährige österreichische Amateur Matthias Schwab schaffte als drittjüngster Spieler in der Geschichte der European Tour (nach Sergio García und dem Chinesen Jason Hak) den Cut, lag nach drei Runden am geteilten neunten Platz und beendete das Turnier als geteilter 32. und bester Österreicher. Diese Platzierung ist die beste, die jemals ein Golfer seiner Altersklasse auf der European Tour erreicht hat, Garcia und Hak landeten bei ihren seinerzeitigen Auftritten jenseits des 60. Rangs.
Markus Brier wurde geteilter 45., alle anderen österreichischen Teilnehmer scheiterten am Cut. Der amtierende US Open Champion Graeme McDowell belegte mit drei Schlägen Rückstand den geteilten dritten Platz.

## Turnier 2011
Das Preisgeld wurde auf 1 Million € erhöht und der Sieg ging an den Engländer Kenneth Ferrie, der seinen Landsmann Simon Wakefield im Stechen bezwingen konnte.
Insgesamt sieben Österreicher – darunter die Amateure Matthias Schwab und der regierende Europameister Manuel Trappel – schafften den Cut. Als bester Einheimischer belegte Bernd Wiesberger den geteilten fünften Platz.

## Turnier 2012
Das Turnier wurde auf den 25. bis 28. Juli vorverlegt und endete mit einem Heimsieg durch Bernd Wiesberger mit drei Schlägen Vorsprung. Insgesamt fünf Österreicher, darunter die Amateure Lukas Nemecz und erneut Manuel Trappel, schafften den Cut.

## Turnier 2013
Bei gleichbleibendem Preisgeld fand das Turnier vom 6. bis 9. Juni statt und wurde vom Niederländer Joost Luiten gewonnen. Beste Einheimische waren auf dem geteilten 14. Rang der Titelverteidiger Bernd Wiesberger und der Amateur Matthias Schwab. Drei weitere konnten sich im Preisgeld klassieren.

## Turnier 2014
Der 40-jährige Schwede Mikael Lundberg holte sich den Sieg im Stechen gegen den Lokalmatador Bernd Wiesberger. Fünf weitere Österreicher, darunter der Amateur Lukas Lipold, schafften den Einzug in die Finalrunden. Der Titelverteidiger Joost Luiten wurde Dritter.

## Turnier 2015
Das Preisgeld wurde auf 1,5 Mio. Euro angehoben, was dem Sieger eine garantierte Spielberechtigung für die nächsten zwei Saisons auf der European Tour einbringt. Der Engländer Chris Woods gewann mit zwei Schlägen Vorsprung auf den Spanier Rafael Cabrera-Bello. Bester Österreicher wurde der Kärntner Florian Prägant auf dem geteilten 22. Rang. Nur noch Lukas Nemecz schaffte es von den Einheimischen in die Finalrunden und belegte am Ende den 73. Platz. Der hohe Favorit Bernd Wiesberger scheiterte nach einer sehr schwachen Eröffnungsrunde um zwei Schläge am Cut.

## Turnier 2016
Bei einem wieder auf 1 Mio. Euro reduzierten Preisgeld konnten sich nur zwei von 18 gestarteten Österreichern für die Finalrunden qualifizieren. Bester Einheimischer war einmal mehr Bernd Wiesberger auf dem geteilten 10. Rang, während sich Lukas Nemecz am Ende auf dem geteilten 38. Platz einfand. Den Sieg holte sich als erster Chinese Ashun Wu.

## Turnier 2017
Der Südafrikaner Dylan Frittelli feierte seinen ersten Sieg auf der European Tour, während der Turnierfavorit Wiesberger sich mit dem geteilten 15. Platz begnügen musste. Bester Österreicher war Sepp Straka, der mit fünf Schlägen Rückstand den geteilten siebenten Rang erreichte. Matthias Schwab wurde geteilter 45., der ehemalige Sieger Markus Brier scheiterte um einen Schlag am Cut. Insgesamt waren 16 Österreicher angetreten.

## Turnier 2018
Erstmals auf der European Tour wurde das Turnier mit einer Zeitbegrenzung von 50 bzw. 40 Sekunden pro Schlag ausgeführt – bei Übertretung wurde ein Strafschlag aufgerechnet, wobei pro Runde zwei Zeitüberschreitungen angefordert werden konnten.
Dem Finnen Mikko Korhonen gelang sein Premierensieg auf der European Tour. Von elf gestarteten Österreichern (darunter ein Amateur) schafften fünf den Halfway-Cut, einer scheiterte am zweiten Cut nach der dritten Runde. In Abwesenheit des verletzten Bernd Wiesbergers platzierte sich Matthias Schwab als bester Einheimischer auf dem geteilten zwölften Platz.

## Siegerliste
| European Tour Event  | European Tour Event  | European Tour Event |
| Jahr                 | Sieger               | Nationalität        |
| -------------------- | -------------------- | ------------------- |
| 2021                 | John Catlin          | Vereinigte Staaten  |
| 2020                 | Kein Turnier         | Kein Turnier        |
| 2019                 | Marc Warren          | Schottland          |
| 2018                 | Mikko Korhonen       | Finnland            |
| 2017                 | Dylan Frittelli      | Südafrika           |
| 2016                 | Ashun Wu             | Volksrepublik China |
| 2015                 | Chris Wood           | England             |
| 2014                 | Mikael Lundberg      | Schweden            |
| 2013                 | Joost Luiten         | Niederlande         |
| 2012                 | Bernd Wiesberger     | Österreich          |
| 2011                 | Kenneth Ferrie       | England             |
| 2010                 | José Manuel Lara     | Spanien             |
| 2009                 | Rafael Cabrera-Bello | Spanien             |
| 2008                 | Jeev Milkha Singh    | Indien              |
| 2007                 | Richard Green        | Australien          |
| 2006                 | Markus Brier         | Österreich          |
| 1996                 | Paul McGinley        | Irland              |
| 1995                 | Alex Cejka           | Deutschland         |
| 1994                 | Mark Davis           | England             |
| 1993                 | Ronan Rafferty       | Nordirland          |
| 1992                 | Peter Mitchell       | England             |
| 1991                 | Mark Davis           | England             |
| 1990                 | Bernhard Langer      | Deutschland         |
|                      |                      |                     |
| Challenge Tour Event |                      |                     |
| Jahr                 | Sieger               | Nationalität        |
| 2005                 | Michael Hoey         | Nordirland          |
| 2004                 | Markus Brier         | Österreich          |
| 2003                 | Robert Coles         | England             |
| 2002                 | Markus Brier         | Österreich          |
| 2001                 | Chris Gane           | England             |
| 2000                 | Kein Turnier         | Kein Turnier        |
| 1999                 | Juan Ciola           | Schweiz             |
| 1998                 | Kevin Carissimi      | Vereinigte Staaten  |
| 1997                 | Erol Simsek          | Deutschland         |
| 1994                 | Michael Campbell     | Neuseeland          |
| 1993                 | Joakim Grönhagen     | Schweden            |
| 1992                 | Stephen Dodd         | Wales               |